# 1967 na rádio
Nesta página encontrará referências aos acontecimentos directamente relacionados com a rádio ocorridos durante o ano de 1967.

## Nascimentos
| Data            | Nome              | Profissão              | Nacionalidade | Observações | Ref |
| --------------- | ----------------- | ---------------------- | ------------- | ----------- | --- |
| 10 de Fevereiro | Alexandre Fetter  | radialista             | Brasil        |             |     |
| 24 de Junho     | Marcos Chiesa     | radialista e humorista | Brasil        |             |     |
| 29 de novembro  | Clara de Sousa    | jornalista             | Portugal      |             |     |
| ?               | Augusto Madureira | jornalista             | Portugal      |             |     |

## Mortes
| Data | Nome | Profissão | Nacionalidade | Observações | Ref |
| ---- | ---- | --------- | ------------- | ----------- | --- |